# Mink van der Weerden
Mink Alphons van der Weerden (né le 19 octobre 1988 à Geldrop) est un joueur de hockey sur gazon néerlandais.

## Carrière
Avec l'équipe des Pays-Bas de hockey sur gazon, il est finaliste des Jeux olympiques d'été de 2012, qui voient la victoire des Allemands. Il est aussi finaliste de la Coupe du monde 2014, remportée par les Australiens.